# Parafia św. Mikołaja w Przybynowie
Parafia św. Mikołaja w Przybynowie – parafia rzymskokatolicka, znajdująca się w archidiecezji częstochowskiej, w dekanacie żareckim.